# Uncifera obtusifolia
Uncifera obtusifolia är en orkidéart som beskrevs av John Lindley. Uncifera obtusifolia ingår i släktet Uncifera och familjen orkidéer. Inga underarter finns listade i Catalogue of Life.